# Cyrtotrochalus opacus
Cyrtotrochalus opacus är en skalbaggsart som beskrevs av Brenske 1902. Cyrtotrochalus opacus ingår i släktet Cyrtotrochalus och familjen Melolonthidae. Inga underarter finns listade i Catalogue of Life.